# 甘肃山楂
甘肃山楂（学名：Crataegus kansuensis）是蔷薇科山楂属的植物，为中国的特有植物。分布在中国大陆的山西、四川、陕西、甘肃、河北、贵州等地，生长于海拔1,000米至3,000米的地区，常生于杂木林中、山坡阴处及山沟旁，目前尚未由人工引种栽培。

## 别名
面旦子（陕西土名）